# Rose de Rennes
Rose de Rennes est un cultivar de rosier obtenu en 1995 par le rosiériste français Michel Adam. Il célèbre la ville de Rennes, en Bretagne.

## Description
Ce rosier au feuillage vigoureux et vert foncé porte des bouquets de fleurs d'un rose tendre aux nuances de parme. Son buisson érigé s'élève de 80 cm à 90 cm, voire à plus d'un mètre. Il est remontant jusqu'en novembre et très florifère. Ses fleurs sont délicieusement parfumées.
Il est parfait pour les fleurs à couper et pour un massif dans le jardin, ou en isolé. Il résiste aux hivers à -18°.

## Distinctions
- Bagatelle, certificat de Mérite 1993
- AJJH, Prix de la Rose 1995